# Herren von Burgberg

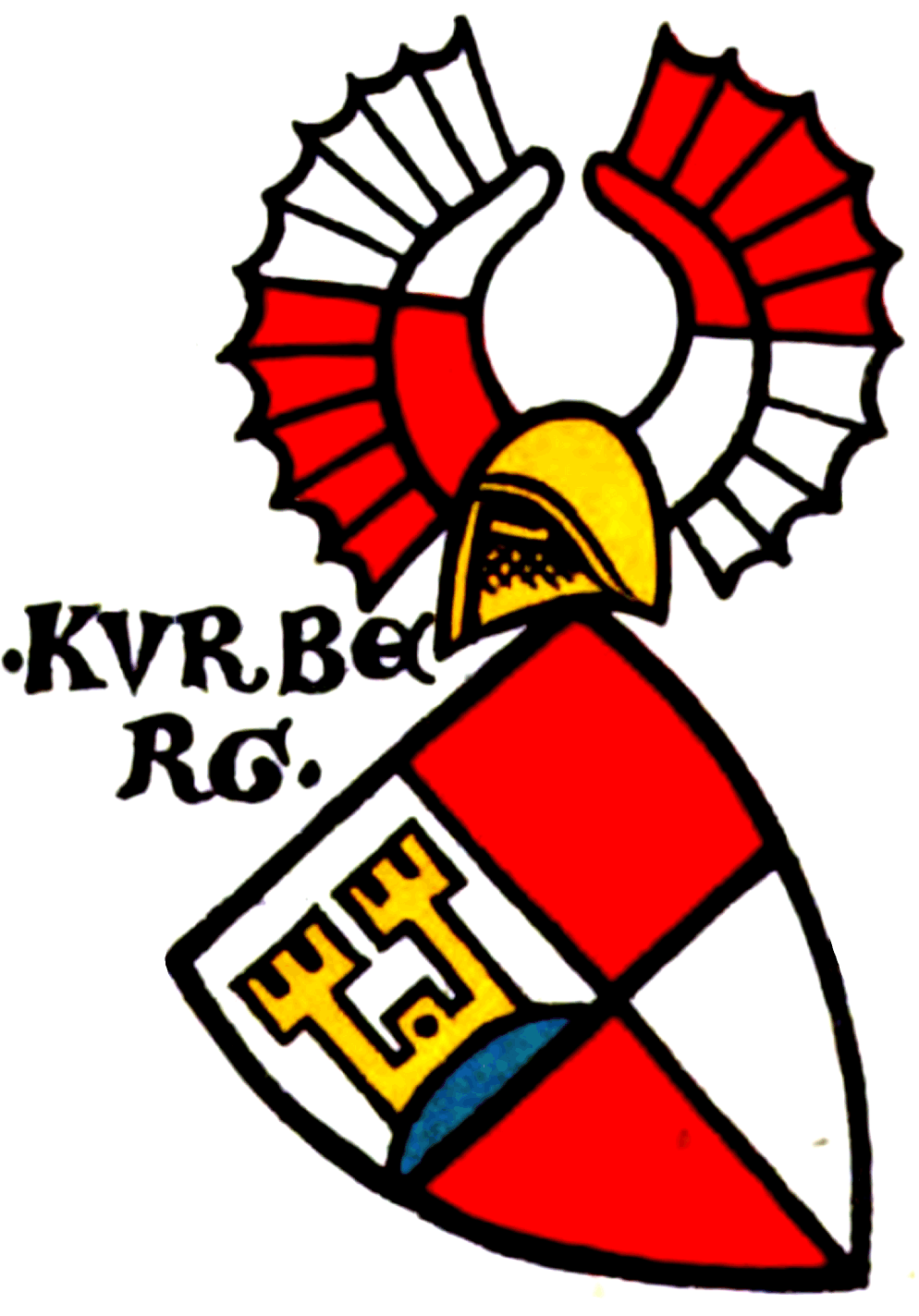
Wappen der Herren von Burgberg (fälschlich Kurberg) in der Zürcher Wappenrolle

Die Herren von Burgberg von der Burg Burgberg im Ort Burgberg (bei Königsfeld im Schwarzwald) treten im Zusammenhang mit dem Kloster St. Georgen am Anfang des 12. Jahrhunderts in Erscheinung. Der Ortsadel war vielfach mit dem Schwarzwaldkloster verbunden, das auch die Grablege des Burgberger Geschlechts war. 

## Geschichte
Hugo, Kraft und Konrad von Burgberg stifteten am 13. Mai 1295 die Allerheiligenkapelle im Kloster St. Georgen, die der Bestattungsort der Adelsgeschlechts wurde. Eine Grabplatte der Laienschwester Gertrud von Burgberg stammt aus der Zeit um 1300. 
Nach Gustav Adelbert Seyler nannten sich die Herren von Burgberg nach dem badischen Dorf Burgberg bei Villingen. Sie waren Wappengenossen derer von Seedorf. Der Ritter Hug von Burgberg war 1301 Bürger zu Rottweil. Sein Sohn Heinrich war 1336 zu Dunningen gesessen. Ein Hugo von Burgberg verkauft 1374 seinen Hof in Dunningen. Konrad und Hans von Burgberg, Söhne des Hans selig werden 1409 genannt. Hans verkauft 1412 sein Islinger Burglehn zu Dormettingen.
Abt Heinrich von Reichenau verlieh am 29. November 1382 den Brüdern Ulrich und Klaus im Steinhus, Bürgern zu Konstanz, die Wappen Schild und Helm, die „unserm gotzshus von Hugen saelgen von Burgberg, der unser gotzshus dienstmann was, ledig wurden“.
Nach 1455 starben die Herren von Burgberg aus, der Ort mit den zwei Burgen wurde 1472 württembergisch; die Reichsstadt Rottweil zerstörte die Burgen im Krieg des Schwäbischen Bundes gegen Herzog Ulrich (I.) von Württemberg (1498–1550).

## Wappen
Die Zürcher Wappenrolle (Nummer 407) gibt das Wappen unter der falschen Beischrift „Kurberg“. Der Schild ist silbern-rot quadriert, im ersten Feld auf grünem Hügel eine goldene Burg mit zwei Türmen. Auf dem Helm mit goldener Decke zwei silber-rot übereck geteilte Hörner mit fächerartigem Grat, wie die Hörner geteilt und tingiert. 
Das Wappen des Geschlechts im Steinhaus von 1382: Rot silbernen quadriert, im ersten Feld ein goldener Turm. auf dem Helm mit rot silbernen Decken der goldene Turm zwischen zwei silbern-rot übereck geteilten Hörnern.
Elemente des Wappens erscheinen in den Gemeinde- oder Ortswappen von Königsfeld, Burgberg, Neuhausen und Unterkirnach.

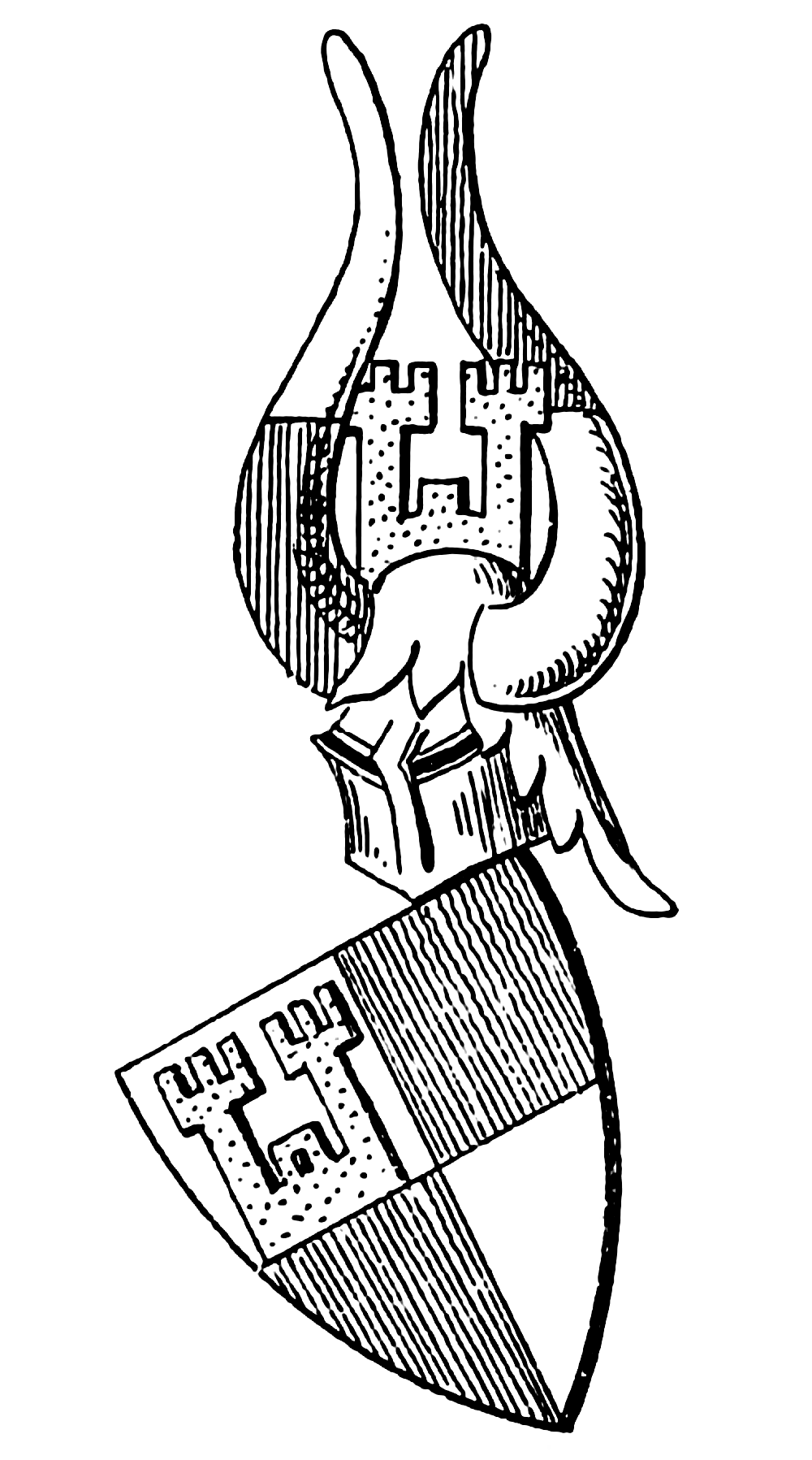
Wappen der Herren von Burgberg, 1382
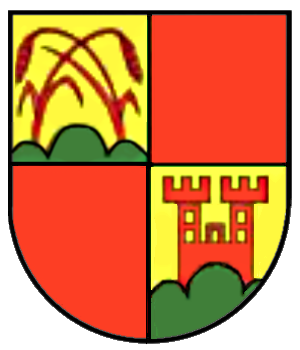
Königsfeld
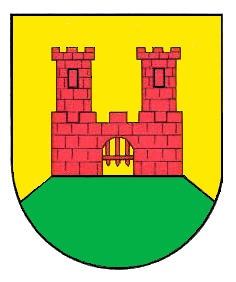
Burgberg
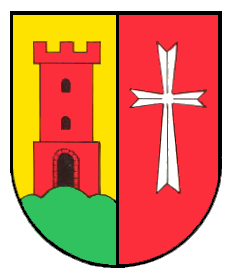
Neuhausen
Unterkirnach